# Elena Bonetti

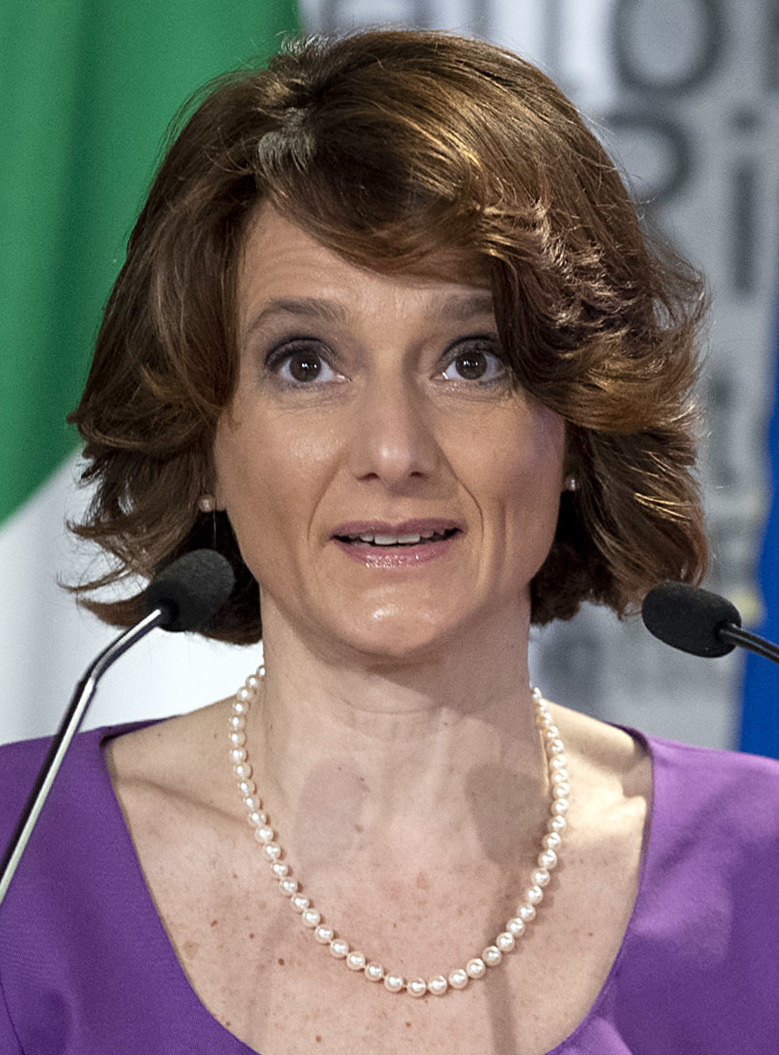
Elena Bonetti (2021)

Elena Bonetti (* 12. April 1974 in Asola, Provinz Mantua) ist eine italienische Mathematikerin und Politikerin (PD, Italia Viva). Sie war Ministerin für Chancengleichheit und Familie im Kabinett Draghi.

## Werdegang
Bonetti studierte Mathematik an der Universität Pavia, an der sie 1997 graduierte. Anschließend wechselte sie an die Universität Mailand, an der sie 2002 ihr Ph.D.-Studium beendete und fortan zum akademischen Personal der Hochschule gehörte. Dabei stieg sie bis zum Associate Professor auf, ihr Schwerpunkt liegt im Bereich der partiellen Differentialgleichungen und der mathematischen Modellierung für angewandte Wissenschaften.
Bonetti engagierte sich in der katholischen Pfadfinderbewegung AGESCI und in der katholischen Jugendarbeit. Dabei setzte sie sich auch für die Gleichstellung von Homosexuellen ein und unterstützte eine entsprechende Eingabe an den italienischen Staat durch Andrea Gallo.
Elena Bonetti wurde 2017 in den Vorstand der Partito Democratico gewählt, der Parteivorsitzende Matteo Renzi ernannte sie zur nationalen Verantwortlichen der Partei für Jugend und Bildung. Sie kandidierte bei der Parlamentswahl 2018 erstmals für die Camera dei deputati, gehörte aber nicht zu den gewählten Abgeordneten. Am 5. September 2019 wurde sie als Ministerin für Chancengleichheit und Familie in das zweite Kabinett von Ministerpräsident Giuseppe Conte aufgenommen. Weniger als zwei Wochen nach der Ernennung zur Ministerin trat sie in die vom ehemaligen PD-Vorsitzenden und Ministerpräsidenten Matteo Renzi neu gegründete Partei Italia Viva über. Am 13. Januar 2021 kündigte Renzi an, Italia Viva werde die Regierungskoalition verlassen. Damit verlor Elena Bonetti ihr Amt als Ministerin. Nach der Bildung einer neuen Regierung unter dem neuen Ministerpräsidenten Mario Draghi, wurde sie am 13. Februar 2021 erneut in ihr Amt als Ministerin berufen.